# C. George Boeree
 (décembre 2018).
Cornelis George Boeree, né le 15 janvier 1952 à Badhoevedorp (commune de Haarlemmermeer, aux Pays-Bas) et mort le 5 janvier 2021 est un psychologue américain. Il est professeur émérite de l'université de Shippensburg, spécialisé dans la théorie de la personnalité et l'histoire de la psychologie. Il est l'inventeur de la langue auxiliaire internationale lingua franca nova.

## Biographie
C. George Boeree est né à Badhoevedorp, quartier de la commune de Haarlemmermeer. Il déménage avec ses parents et son frère aux États-Unis en 1956 et grandit à Long Island, dans l'État de New York. Il obtient son doctorat en 1980 de l'université d'État de l'Oklahoma.
Il est l'auteur des premiers textes de psychologie en ligne qu'il met à partir de 1997 gratuitement à la disposition des étudiants et des autres personnes intéressées. Ils sont traduits en allemand, en espagnol et en bulgare.[réf. souhaitée]
Boeree est l'inventeur de la langue auxiliaire internationale lingua franca nova, qui apparaît pour la première fois sur Internet en 1998.[réf. souhaitée]